# The Diving Board
The Diving Board je 31. studiové album anglického zpěváka Eltona Johna. Vydáno bylo 13. září 2013 a produkoval jej T-Bone Burnett. V žebříčku Billboard 200 se album umístilo na čtvrté příčce, v UK Albums Chart na třetí. V české hitparádě se dostalo na jedenácté místo.

## Seznam skladeb
Autorem veškeré hudby je Elton John, texty napsal Bernie Taupin.
| Pořadí | Název                                      | Délka |
| ------ | ------------------------------------------ | ----- |
| 1.     | Oceans Away                                | 3:58  |
| 2.     | Oscar Wilde Gets Out                       | 4:35  |
| 3.     | A Town Called Jubilee                      | 4:29  |
| 4.     | The Ballad of Blind Tom                    | 4:12  |
| 5.     | Dream #1                                   | 0:39  |
| 6.     | My Quicksand                               | 4:46  |
| 7.     | Can't Stay Alone Tonight                   | 4:48  |
| 8.     | Voyeur                                     | 4:16  |
| 9.     | Home Again                                 | 5:01  |
| 10.    | Take This Dirty Water                      | 4:24  |
| 11.    | Dream #2                                   | 0:43  |
| 12.    | The New Fever Waltz                        | 4:38  |
| 13.    | Mexican Vacation (Kids in the Candlelight) | 3:33  |
| 14.    | Dream #3                                   | 1:36  |
| 15.    | The Diving Board                           | 5:55  |

## Obsazení
- Elton John – zpěv, klavír, doprovodné vokály
- Jack Ashford – perkuse
- Jay Bellerose – bicí
- Doyle Bramhall II – kytara
- Keefus Ciancia – klávesy
- Raphael Saadiq – baskytara